# Cannon Air Force Base

i7
i11
i13
Die Cannon Air Force Base (IATA-Code: CVS, ICAO-Code: KCVS, FAA: CVS) ist ein Stützpunkt der US-Luftwaffe südwestlich von Clovis (New Mexico). Sie untersteht dem Air Force Special Operations Command (AFSOC). Die Bevölkerung der Cannon AFB CDP bei der Volkszählung 2010 betrug 2245 Einwohner. Die in Cannon stationierte Einheit ist das 27th Special Operations Wing (27 SOW), welche am 1. Oktober 2007 aktiviert wurde.

## Geschichte
Die Cannon Air Force Base wurde 1942 eingerichtet; sie ist benannt nach General John K. Cannon (1892–1955). Die Geschichte des Stützpunktes reicht zurück in die späten 1920er Jahre, als das Portair Field angelegt wurde, eine zivile Passagier-Einrichtung für frühe kommerzielle Transkontinentalflüge. In den 1930ern wurde Portair umbenannt in Clovis Municipal Airport.